# Louis Vasserot
Louis Vasserot (* 3. März 1771 in Champlay; † 8. Dezember 1840 in Paris) war ein französischer Général de division der Artillerie und der Infanterie. 

## Leben
Begeistert von den Idealen der Revolution trat 1789 in die Armee ein und wurde schnell ein großer Verehrer Napoleons. 
Im Dezember 1796 wurde er sich u. a. zusammen mit Louis Thomas Villaret de Joyeuse und François Watrin dem Expeditionsheer unter General Lazare Hoche zugeteilt. Napoleon wollte damit die Society of United Irishmen unter Theobald Wolfe Tone in deren Unabhängigkeitsbestrebungen gegen die Briten unterstützen; diese Aktion scheiterte aber kläglich. 
In den Revolutionskriegen konnte sich Vasserot of durch Mut und Tapferkeit auszeichnen und machte auch sehr schnell Karriere. Ab 21. September 1809 führte er im Rang eines Colonels ein Infanterie-Regiment, ab 18. Mai 1813 war er Général de brigade. 
Unter Führung von Marschall Joachim Murat kämpfte er in der Schlacht bei Lübeck (6. November 1806) und wurde dabei verwundet. Nach weiteren Beförderungen wechselte er 1808 in den Stab von General Nicolas Jean-de-Dieu Soult im Krieg in Spanien. 
Nach der Schlacht bei Paris (30. März 1814) und der Abdankung Napoleons (→Vertrag von Fontainebleau) wandte sich Vasserot dem Haus Bourbon zu. Als Napoleon die Insel Elba verlassen hatte und dessen „Herrschaft der Hundert Tage“ verhielt sich Vasserot weitgehend neutral. 
Am 7. Mai 1825 heiratete Vasserot in Paris Madeleine-Victoire Clément. Er legte nahezu alle seine Ämter nieder und zog sich ins Privatleben zurück. Vasserot starb im Alter von 69 Jahren am 8. Dezember 1840 in Paris und fand auf dem Cimetière du Père-Lachaise (8. Division) seine letzte Ruhestätte.

## Ehrungen
- 2. Dezember 1810 Baron de l’Émpire
- 1824 Grand Officier der Ehrenlegion
- Chevalier des Ordre royal et militaire de Saint-Louis
- Real y Militar Orden de San Fernando[1]
- Russischer Orden der Heiligen Anna[2]
- Sein Name findet sich am nördlichen Pfeiler (9. Spalte) des Triumphbogens am Place Charles-de-Gaulle (Paris).